# Họ Cóc bà mụ
Họ Cóc bà mụ hay họ Cóc lưỡi tròn (danh pháp khoa học: Alytidae, đồng nghĩa: Discoglossidae, nghĩa là cóc lưỡi tròn) là một họ cóc nguyên thủy, với tên gọi phổ biến cho các loài là cóc bà mụ hay cóc lưỡi tròn. Chúng là bản địa của châu Âu và Tây Bắc Phi.
Họ này chỉ bao gồm 2 chi là Alytes và Discoglossus. Chi thứ nhất chứa các loài lưỡng cư trông giống như cóc thật sự nhiều hơn và có thể tìm thấy trên cạn. Chi thứ hai có lớp da nhẵn nhụi hơn và trông giống như ếch nhiều hơn, ưa thích môi trường nước. Tất cả các loài trong họ này đều có nòng nọc cư trú và bơi lội trong nước.

## Các loài
Các chi Bombina và Barbourula đã từng được phân loại trong họ này, nhưng hiện nay được chuyển sang họ Bombinatoridae.
Họ Alytidae hay Discoglossidae:
- Chi Alytes Wagler, 1830
  - Alytes cisternasii - cóc bà mụ Iberia hay cóc bà mụ Tây Ban Nha.
  - Alytes dickhilleni - cóc bà mụ phương nam hay cóc bà mụ Betic hoặc cóc bà mụ Sapo Partero.
  - Alytes maurus - cóc bà mụ Morroco
  - Alytes muletensis - cóc bà mụ Majorca hay cóc bà mụ Mallorca.
  - Alytes obstetricans - cóc bà mụ thông thường
- Chi Discoglossus Otth, 1837, đồng nghĩa: Colodactylus Tschudi, 1845
  - Discoglossus galganoi, đồng nghĩa: Discoglossus hispanicus Lataste, 1879 - cóc lưỡi tròn Tây Iberia
  - Discoglossus jeanneae
  - Discoglossus montalenti - cóc lưỡi tròn Corse
  - Discoglossus nigriventer - cóc lưỡi tròn Israel
  - Discoglossus pictus - cóc lưỡi tròn thông thường
  - Discoglossus sardus - cóc lưỡi tròn Tyrrhenia

Các chi và loài đã tuyệt chủng bao gồm: 
- Altanulia alifanovi Gubin, 1993: Không chắc chắn.
- Itemirella cretacea Nesov, 1981: Không chắc chắn.
- Saevesoederberghia egredia Rocek & Nesov, 1993: Không chắc chắn.
- Procerobatrachus paulus Rocek & Nesov, 1993: Không chắc chắn.
- Estesina elegans Rocek & Nesov, 1993: Không chắc chắn.
- Baranophrys
- Paradiscoglossus americanus Estes & Sanch'cz, 1982
- Pelophilus
- Prodiscoglossus
- Scotiphryne pustulosa Estes, 1969
- Spondylophryne
- Zaphrissa
- Latonia Meyer, 1843
  - Latonia sayfriedi Meyer, 1843
  - Latonia gigantea Lartet, 1851
  - Latonia vertaizoni Friant, 1944
  - Latonia ragei Hossini, 1993
- Enneabatrachus[1]
  - Enneabatrachus hechti[1]

## Thư viện ảnh

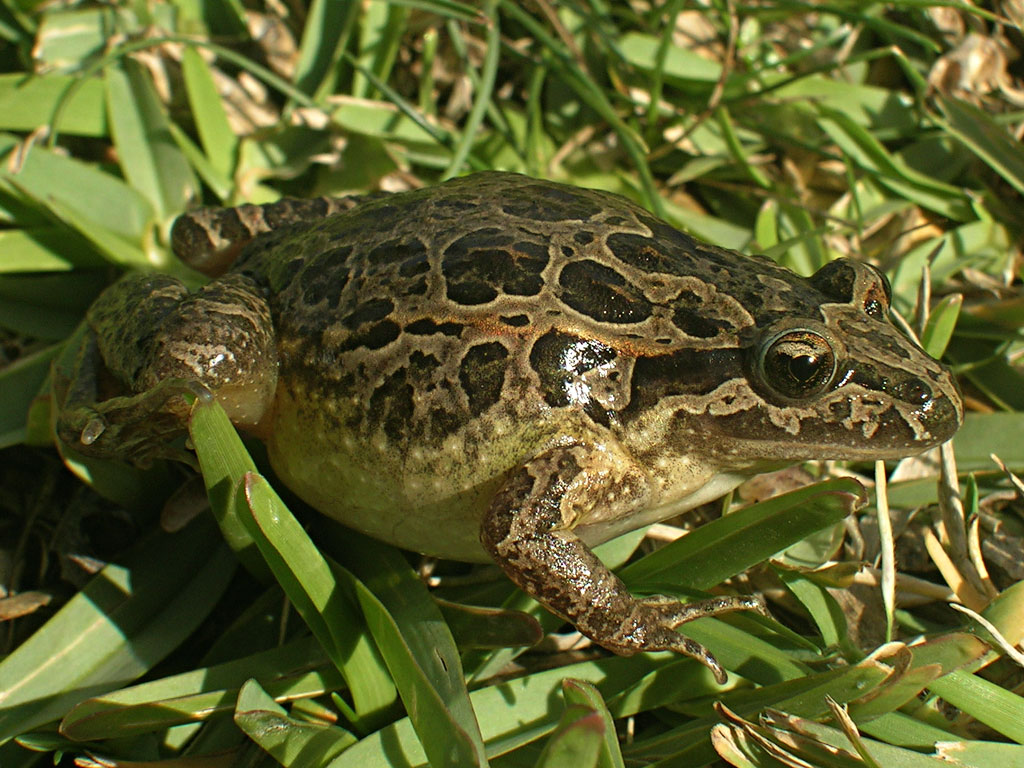
Cóc lưỡi tròn Iberia (Discoglossus galganoi).
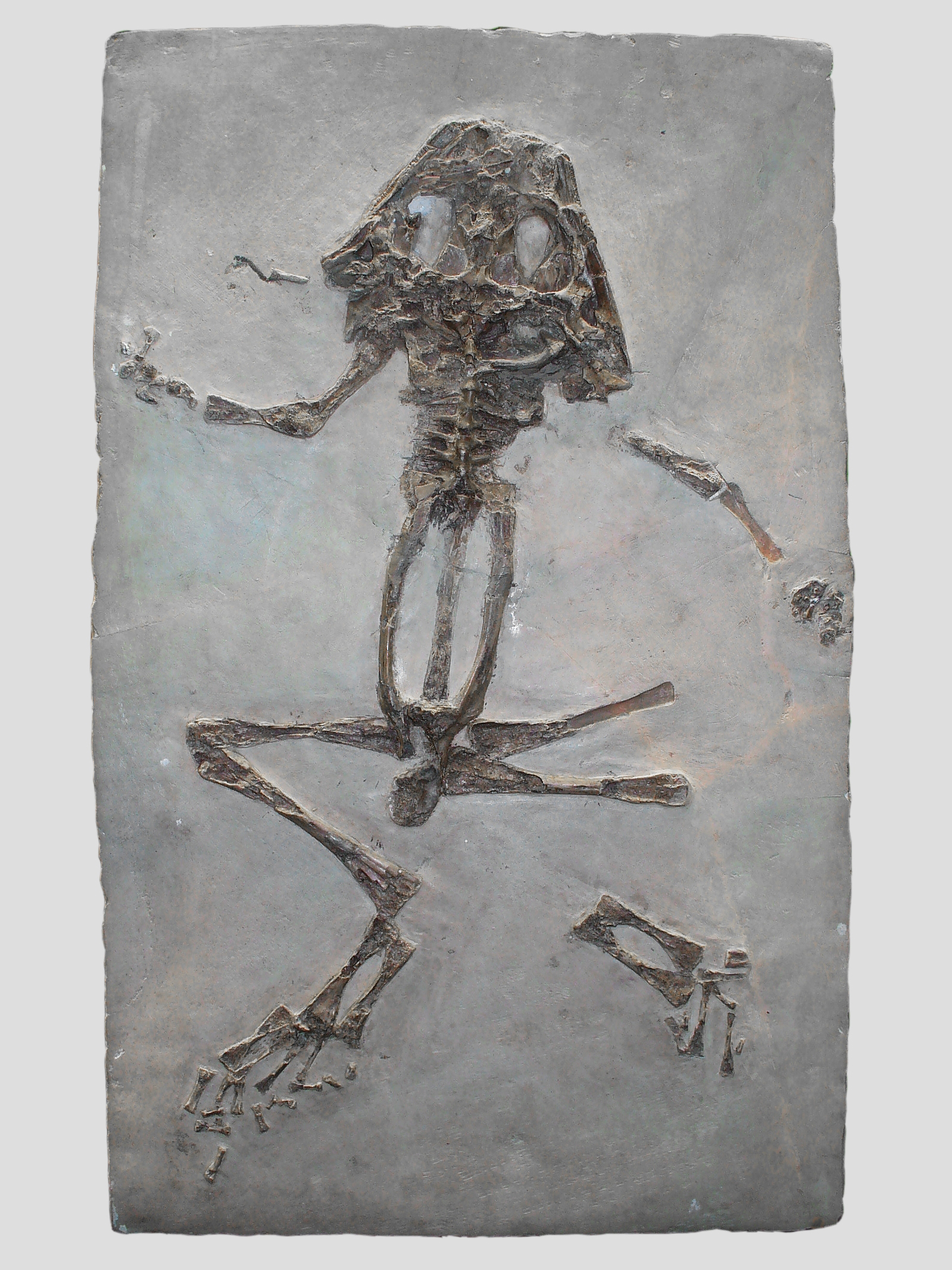
Hóa thạch của Latonia seyfriedi có niên đại tới thế Miocen.